# アイスランド語の日
アイスランド語の日（アイスランド語:dagur íslenskrar tungu）はアイスランドでの記念日の。11月16日。詩人ヨウナス・ハトルグリムソンの誕生日にちなむ。1996年に制定。

## 典拠
1. ↑  A day in honour of the Icelandic language[リンク切れ]